# Villa La Quiete

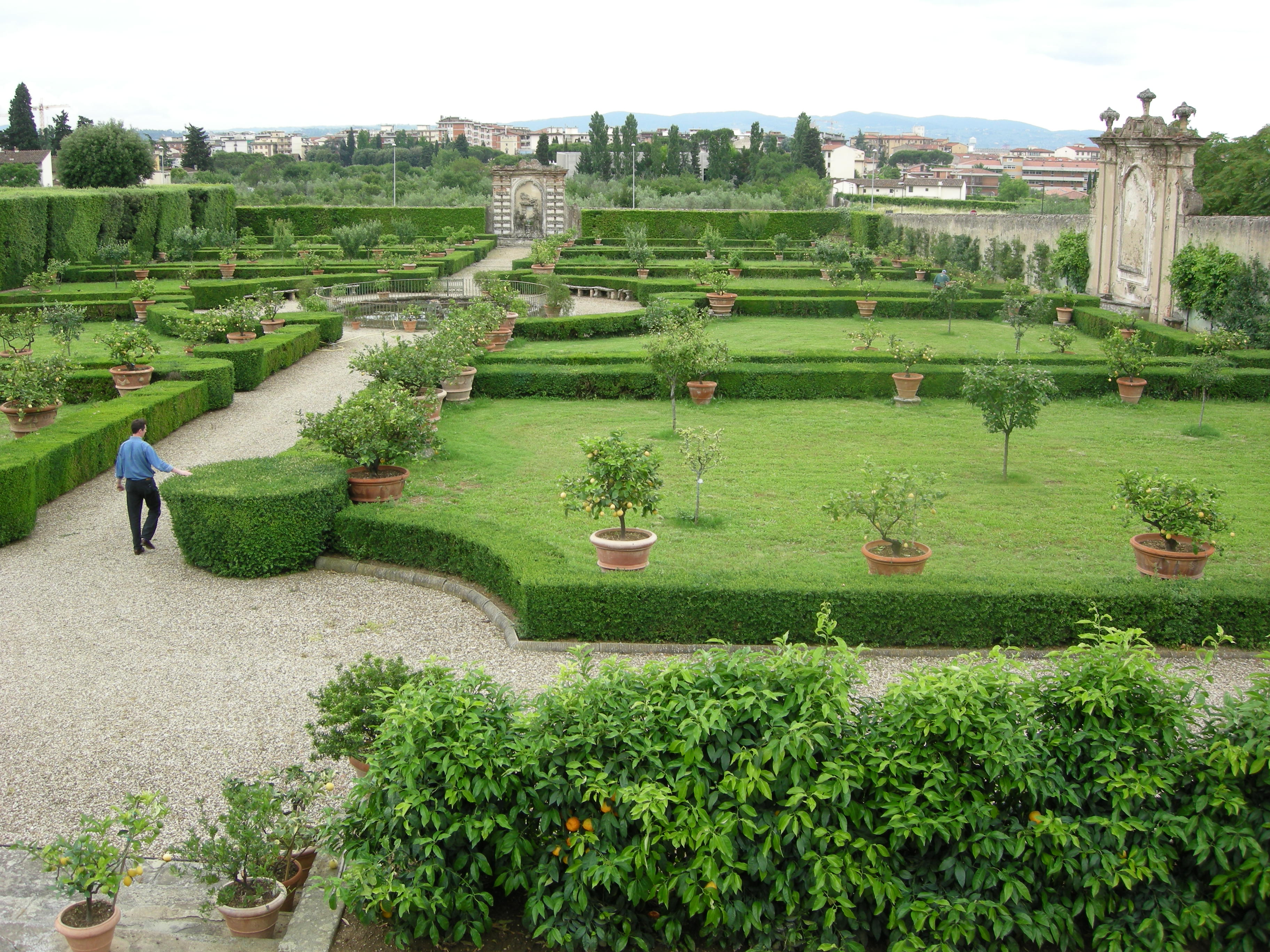
Les jardins

La Villa La Quiete est une villa située sur la colline de Castello aux abords de Florence, au pied du Monte Morello.
Considérée parmi les édifices plus remarquables des alentours de Florence, elle doit son nom à la fresque de Giovanni da San Giovanni intitulée La Quiete che domina i venti (« Le Calme face aux vents ») peinte en 1632.
La villa fait partie d'une série de demeures construites par la famille de Médicis dans le secteur, aux côtés de la villa di Careggi, de la villa di Castello ou encore de la villa La Petraia. Ce bien culturel appartient à la région de Toscane et fait partie du réseau muséal de l'université de Florence.

## Histoire
On ignore avec précision la date de construction de la villa. Dans un document de l'université de Florence sur les jardins de la villa publié en 2004, un chercheur italien estime que les premières villas dans le secteur ont été construites autour du XIe siècle.

## Œuvres remarquables
- Incoronazione della Vergine de Sandro Botticelli,
- Sposalizio di Santa Caterina de Ridolfo del Ghirlandaio,
- Matrimonio mistico di Santa Caterina di Michele Tosini,

- I Santi Girolamo, Sebastiano, Casimo e Damiano, de Ridolfo del Ghirlandaio
- Epifania e Trinità école florentine (XVe siècle)
- Ascensione de Neri di Bicci
- Sacra Famiglia (XVIIe siècle)
- Madonna dell'Umiltà de Pietro Nelli (1400-1405)
- Fuga in Egitto de Massimo d'Azeglio
- Crocefissione (fin XVe siècle)
- Crocifisso (XVIIe siècle)
- Deux groupes en  terracotta de Giovan Battista Piamontini (1725)

## Sources
1. ↑  (it) « Il sistema museale | Sistema Museale di Ateneo | UniFI », sur www.sma.unifi.it (consulté le 25 septembre 2024)
2. ↑  (it) Antonella Galardi, « Il giardino di Villa La Quiete » [PDF], 14 juin 2004

- (it) Cet article est partiellement ou en totalité issu de l’article de Wikipédia en italien intitulé « Villa La Quiete » (voir la liste des auteurs).